# Jan Nepomuk Vernier
Jan Nepomuk František svobodný pán Vernier z Rougemontu (Johann Nepomuk Franz Freiherr Vernier de Rougemont et d'Orchamp) (10. února 1810 Praha – 28. března 1875 Vídeň) byl rakouský generál z českého šlechtického rodu francouzského původu. Od mládí sloužil v rakouské armádě, nakonec dosáhl hodnosti polního podmaršála a zastával funkci generálního inspektora dělostřelectva.

## Životopis
Pocházel z francouzského šlechtického rodu Vernierů usazeného od 17. století v Čechách. Narodil se jako mladší syn c. k. komořího a majora barona Františka Verniera (1761–1826) a jeho manželky Františky Johanny, rozené Hrušovské z Hrušova (1779–1849), po matce byl také potomkem českého rodu Voračických z Paběnic. Od mládí sloužil v armádě, v roce 1838 byl jmenován c. k. komořím a poté sloužil jako osobní komorník u arcivévody Viléma. Během revolučních let 1848–1849 dosáhl hodnosti podplukovníka (1848). Poté postupoval v hodnostech, v roce 1853 byl jmenován generálmajorem a nakonec dosáhl hodnosti polního podmaršála (1859). V roce 1862 byl jmenován c. k. tajným radou a svou kariéru završil ve funkci generálního inspektora dělostřelectva. V roce 1866 byl penzionován.
Jeho bratři František de Paula (1804–1871) a Rudolf (1812–1843) sloužili také v armádě. Sestra Anna (1810–1874) byla dámou Tereziánský ústav šlechtičen v Praze, další sestra Vincencie (1814–1903) byla dámou ústavu šlechtičen v Brně. Synovec Jan Nepomuk Vernier (1837–1914) byl státním úředníkem, rytířem Maltézského řádu a zemřel jako poslední potomek rodu.